# If This Be My Destiny…!
«If This Be My Destiny…!» (с англ. — «Если это моя судьба…!») — сюжетная арка, написанная Стэном Ли и Стивом Дитко, последний выступил художником.
Данная арка включает выпуски The Amazing Spider-Man #31-33. Доктор Осьминог временно взял на себя псевдоним Мастера-планировщика, а Человек-паук оказался зажат под тяжёлым механизмом, который он поднимает, собрав достаточно силы воли с помощью мыслей о своей семье. В арке впервые появляются Гарри Озборн и Гвен Стейси.

## Сюжет
Питер Паркер идёт в Университет Эмпайр-стейт и знакомится с однокурсниками Гарри Озборном и Гвен Стейси. Тем временем тётя Мэй заболевает загадочной и опасной для жизни болезнью, а новый злодей по имени «Мастер-планировщик» организует кражу различных технологических устройств. После судьбоносной битвы Человек-паук обнаруживает, что Мастер-планировщик — не кто иной, как Доктор Осьминог, и что он украл редкий изотоп, который может стать единственным средством для спасения жизни тёти Мэй. Доктору Осьминогу удаётся сбежать, оставив Человека-паука в ловушке под тяжёлыми механизмами.
Думая о смерти дяди Бена и не желая терять тётю Мэй, Человек-паук собирает достаточно силы воли, чтобы поднять механизмы, хотя и получает травму ноги, спасаясь из затопленной лаборатории. Он отдаёт сыворотку доктору Курту Коннорсу для анализа, а затем доставляет её в больницу, где лечится Мэй, и делает несколько фотографий для Daily Bugle, чтобы собрать деньги на оплату больничных счетов Мэй. Вернувшись в больницу, Питер с облегчением узнаёт, что сыворотка вылечила Мэй, после чего отправляется домой на заслуженный отдых.

## Вне комиксов

### Телевидение
- Доктор Осьминог использует псевдоним Мастера-планировщика в эпизодах «Зловещая шестёрка» и «Грубая сила» мультсериала «Новые приключения Человека-паука». В последнем эпизоде также воссоздана культовая сцена подъёма, в которой Человек-паук оказывается в ловушке под тяжёлыми обломками в подводной лаборатории Доктора Осьминога, которая медленно затопляется.  собирает достаточно силы воли, чтобы спасти себя и Гвен Стейси.

### Кино
- Сюжетная арка послужила одним из главных источников вдохновения для фильма «Человек-паук 2» (2004).
- Адаптация сцены подъёма появляется в фильме «Человек-паук: Возвращение домой» (2017). Когда Стервятник разрушает опорные балки в своём тайном логове, Человек-паук оказывается зажат под обломками, но собирает достаточно силы воли, чтобы поднять обломки и сбежать.

## Коллекционные издания
- The Amazing Spider-Man, Vol. 4 (Marvel Masterworks)[4]
- The Amazing Spider-Man Omnibus Vol. 1[5]